# Drechslera biseptata
Drechslera biseptata är en svampart som först beskrevs av Sacc. & Roum., och fick sitt nu gällande namn av M.J. Richardson & E.M. Fraser 1968. Drechslera biseptata ingår i släktet Drechslera och familjen Pleosporaceae.   Inga underarter finns listade i Catalogue of Life.